# Amblyopsis rosae
Amblyopsis rosae е вид лъчеперка от семейство Amblyopsidae. Видът е почти застрашен от изчезване.

## Разпространение
Разпространен е в САЩ.

## Описание
На дължина достигат до 6,2 cm.